# Huachuca City
Huachuca City és una població dels Estats Units a l'estat d'Arizona. Segons el cens del 2007 tenia 1.964 habitants.

## Demografia
Segons el cens del 2000, Huachuca City tenia 1.751 habitants, 713 habitatges, i 432 famílies La densitat de població era de 241,5 habitants/km².
Dels 713 habitatges en un 31,3% hi vivien nens de menys de 18 anys, en un 44,3% hi vivien parelles casades, en un 12,3% dones solteres, i en un 39,3% no eren unitats familiars. En el 32,8% dels habitatges hi vivien persones soles l'11,5% de les quals corresponia a persones de 65 anys o més que vivien soles. El nombre mitjà de persones vivint en cada habitatge era de 2,43 i el nombre mitjà de persones que vivien en cada família era de 3,13.
Per edats la població es repartia de la següent manera: un 28,4% tenia menys de 18 anys, un 8,8% entre 18 i 24, un 25,5% entre 25 i 44, un 24,6% de 45 a 60 i un 12,7% 65 anys o més.
L'edat mediana era de 37 anys. Per cada 100 dones de 18 o més anys hi havia 89,4 homes.
La renda mediana per habitatge era de 26.311 $ i la renda mediana per família de 33.938 $. Els homes tenien una renda mediana de 26.685 $ mentre que les dones 20.179 $. La renda per capita de la població era de 14.378 $. Aproximadament el 13,8% de les famílies i el 19,3% de la població estaven per davall del llindar de pobresa.

## Poblacions més a prop
El següent diagrama mostra les poblacions més a prop.